# Rödpannad ara
Rödpannad ara (Ara rubrogenys) är en sydamerikansk utrotningshotad papegojfågel som är endemisk för Bolivia.

## Utseende och läte
Rödpannad ara är en medelstor (55-60 cm), huvudsakligen starkt grön ara. Den är orangeröd från pannan till mitten på hjässan samt i en liten fläck vid örat, likaså i en större fläck på skuldrorna och fläckat vid låret. Handpennorna är ljusblå. Den stora näbben är svart och kring ögat syns en smal ring med ljusrosa bar hud. Liknande mindre soldatara förekommer i andra miljöer, är större och saknar rött i vingen. Lätet beskrivs som rätt musikaliska och ljusa, morrande ljud, men även hårdare gnisslingar.

## Utbredning och status
Fågeln förekommer i dalgångar i Anderna i centrala Bolivia. Den har en mycket liten och minskande världspopulation på endast mellan 134 och 272 vuxna individer. Internationella naturvårdsunionen IUCN kategoriserar arten som akut hotad.

## Bilder

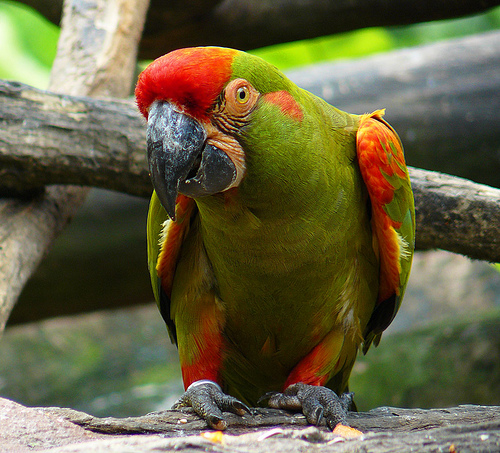
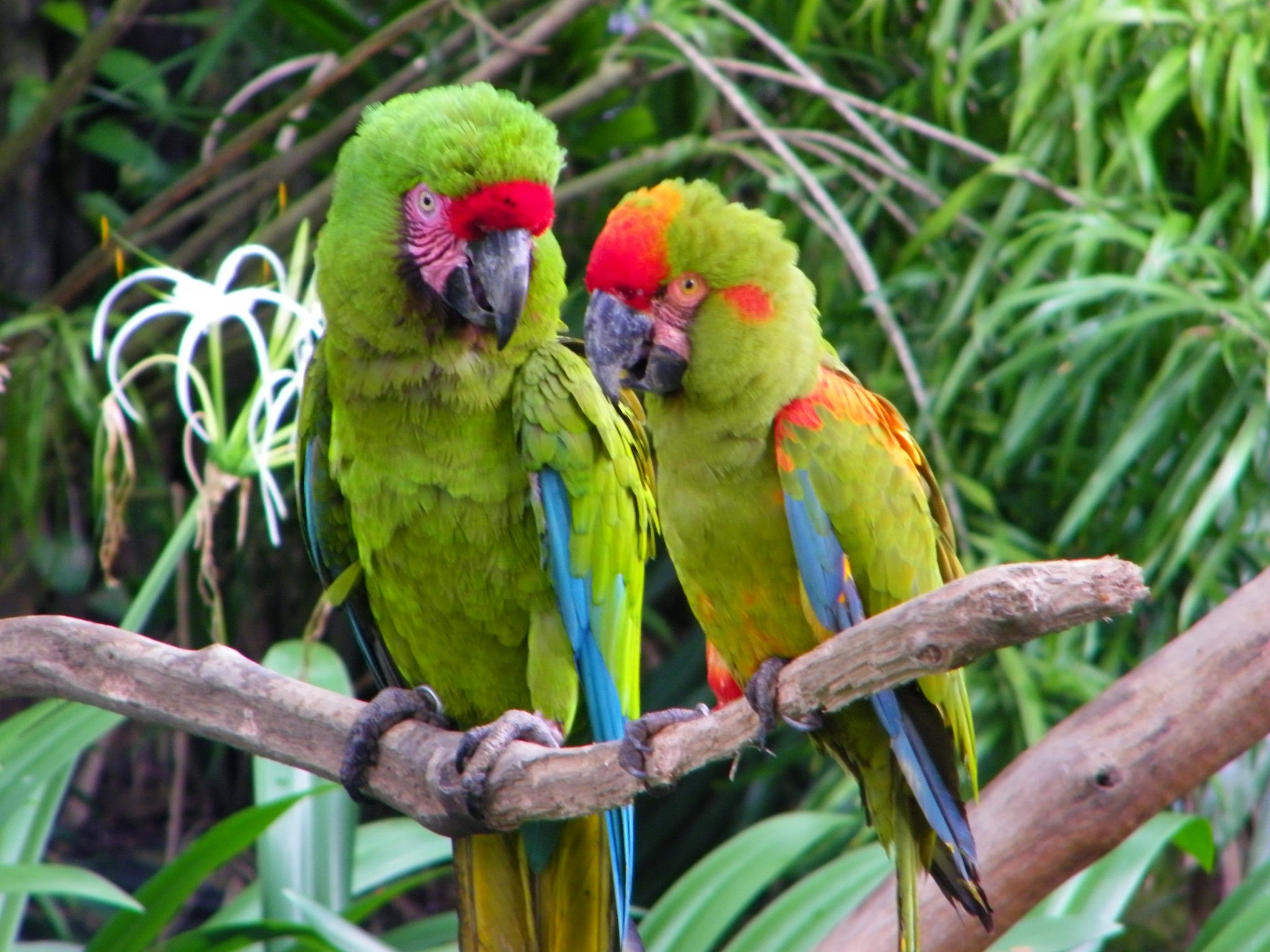
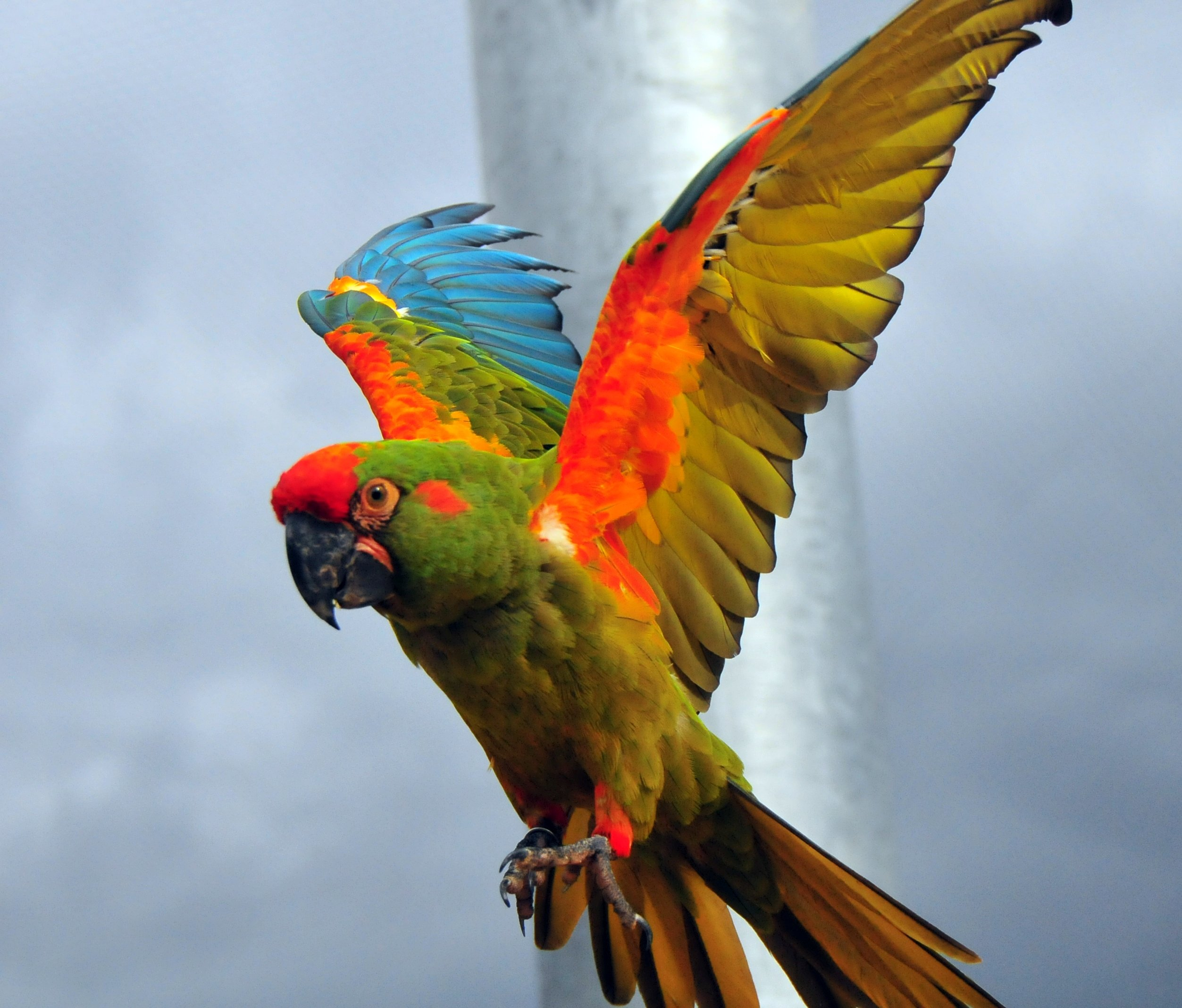